# Alexandra Ripley
Alexandra Elizabeth Ripley, z domu Braid (ur. 8 stycznia 1934 w Charleston, zm. 10 stycznia 2004 w Richmond) – pisarka amerykańska.

## Twórczość
Jej najbardziej znaną powieścią jest Scarlett (1991), będąca kontynuacją Przeminęło z wiatrem Margaret Mitchell. Książka otrzymała rozmaite recenzje, wiele z nich było nieprzychylnych, ale zyskała popularność, sprzedając się w liczbie ponad miliona egzemplarzy; została także sfilmowana.
Inne powieści
- Who's the Lady in the President's Bed (1972) – jako B. K. Ripley
- Charleston (1981) – wyd. pol. Charleston (lub Południowe upojenia, MG, Warszawa 2009), tłum. Dorota Malinowska, Atlantis, Warszawa 1992, ISBN 83-85535-06-3
- On Leaving Charleston (1984) – wyd. pol. Pożegnania z Charlestonem, tłum. Justyna von Thyssen, Atlantis, Warszawa 1992, ISBN 83-85535-00-4
- The Time Returns (1985) – wyd. pol. Dobre czasy (lub Lorenzo), tłum. Katarzyna Mołek, Atlantis, Warszawa 1992
- New Orleans Legacy (1987) – wyd. pol. Dziedzictwo nowoorleańskie (lub Córka pierworodna, MG, Warszawa 1987), tłum. Dorota Malinowska, Atlantis, Warszawa 1991, ISBN 83-900006-6-0
- Fom Fields of Gold (1994) – wyd. pol. Ze złotych pól, tłum. Magdalena Merta, Prima, Warszawa 1995, ISBN 83-85855-88-2
- A Love Divine (1997) – wyd. pol. Miłość od Boga, tłum. Marek Kołodziej, Świat Książki, Warszawa 1998, ISBN 83-71297-78-5